# Konstytucja Luksemburga
Konstytucja Luksemburga – najwyższe prawo Wielkiego Księstwa Luksemburga, pierwotnie nadana jako konstytucja oktrojowana 12 października 1841 r. przez wielkiego księcia (i króla Holandii zarazem) Wilhelma II. Radykalną zmianę ustroju Luksemburga wprowadziła ustawa konstytucyjna z 17 października 1868 r. stanowiąca podstawę obecnego ustroju księstwa, formalnie była ona jednak jedynie poprawką do konstytucji z 1841 r., a nie nowym aktem prawnym.

## Historia
Konstytucja oktrojowana z 1841 r. była pierwszą konstytucją Wielkiego Księstwa Luksemburga (powstałego na mocy postanowień kongresu wiedeńskiego). Wilhelm II, który ją nadał, został wielkim księciem Luksemburga i królem Holandii rok wcześniej, po abdykacji swego ojca, a konstytucja stanowiła spełnienie jego obietnic dla społeczeństwa tego państwa, zrażonego germanizacyjną polityką w ostatnim okresie rządów Wilhelma I. Na mocy tej konstytucji powołany został organ parlamentarny – zgromadzenie stanowe, choć jedynie o charakterze doradczym (większy zakres działania miało tylko w kwestiach prawa karnego i podatkowego). Jego członkowie byli powoływani na sześć lat w wyborach pośrednich, pierwszy skład pochodził z nominacji wielkiego księcia. Choć konstytucja nie gwarantowała praw obywatelskich, a jedynym suwerenem był wielki książę, to została przyjęta dobrze przez mieszkańców Luksemburga i pozwoliła im na wypracowanie w najbliższych latach podstaw faktycznej autonomii Luksemburga względem Holandii.
Zmianę sytuacji przyniosły wydarzenia Wiosny Ludów w 1848 r. Mieszkańcy Luksemburga podnieśli wówczas dalej idące żądania, m.in. w zakresie zapewnienia wolności prasy, reformy szkolnictwa, niezależności sądownictwa. Zamieszki, do których doszło w Luksemburgu, spowodowały, że Wilhelm II zapewnił jego mieszkańców o swojej ratyfikacji konstytucji, którą sami przygotują. Zebrała się wówczas w Ettelbrucku (z powodu obaw przed interwencją pruskiego garnizonu stacjonującego w mieście Luksemburg) Konstytuanta, która uchwaliła ustawę formalnie stanowiącą nowelizację poprzedniej konstytucji, w praktyce zaś będącą zupełnie nowym aktem prawnym. Gwarantowała ona podstawowe prawa obywatelskie (np. zgromadzeń i zrzeszania się), oddawała oświatę w ręce państwa, a także na jej mocy powstał jednoizbowy parlament, którego członkowie pochodzili z wyborów. Wielki książę zachowywał władzę wykonawczą, powoływał rząd, ale jego decyzje musiały być kontrasygnowane przez członków rządu, ponoszących odpowiedzialność przed parlamentem.
W 1849 r. nastąpiła zmiana na tronie, nowym wielkim księciem Luksemburga i królem Holandii został syn Wilhelma II, mający zapędy absolutystyczne Wilhelm III. Ten wykorzystał kryzys polityczny i gospodarczy w księstwie i za radą kanclerza Niemiec Bismarcka rozwiązał parlament, zniósł dotychczasową konstytucję i narzucił w 1856 r. nową (znowu, formalnie stanowiącą tylko kolejną nowelizację obowiązującego aktu prawnego). Choć zachowana została reprezentacja polityczna społeczeństwa luksemburskiego w postaci własnego parlamentu i rządu, jej kompetencje zostały ograniczone, a jednocześnie znacznie podniesiono cenzus majątkowy uprawniający do udziału w wyborach (z 10 do 125 florenów płaconego podatku). Powiększył się natomiast zakres władzy księcia (m.in. przyznał sobie inicjatywę ustawodawczą, a członkowie powoływanego przezeń rządu nie byli odpowiedzialni przed parlamentem).
Kolejna radykalna zmiana treści konstytucji, która nastąpiła 17 października 1868 r., stanowiła efekt kryzysu politycznego, który miał miejsce w roku wcześniejszym. Wówczas to, po zwycięstwie Prus nad Austro-Węgrami, cesarz Francji Napoleon III Bonaparte zażądał wcielenia Luksemburga do Francji w zamian za zachowanie życzliwej wobec Prus neutralności w czasie wojny. Jednak działania młodszego brata wielkiego księcia, Henryka, a także zamieszanie na forum międzynarodowym wokół tego projektu, zapobiegły zrealizowaniu planu Napoleona oraz doprowadziły do podpisania w Londynie 11 maja 1867 r. międzynarodowego traktatu regulującego status wielkiego księstwa. Uzyskało ono faktyczną niezależność (unia z Holandią miała być odtąd czysto personalna) oraz ogłoszono jego wieczystą neutralność. Konsekwencją było przeprowadzenie analogicznych zmian w konstytucji, zapewniono też liberalizację ustroju politycznego księstwa.
W 1919 r., ponownie wskutek kryzysu politycznego, tym razem wywołanego niejednoznaczną postawą władz luksemburskich wobec niemieckiej okupacji (co m.in. wywołało międzynarodowe oskarżenia o kolaborację) zmieniono niektóre zapisy konstytucji. Ustalono wówczas m.in., że podmiotem suwerenności księstwa jest naród, a nie monarcha. Ten ostatni zachowywał jedynie ściśle określone konstytucją kompetencje, w tym najwyższe dowództwo sił zbrojnych oraz prawo podpisywania traktatów międzynarodowych, jednak z zastrzeżeniem ich ratyfikacji przez Izbę Deputowanych. Także ratyfikacji Izby Deputowanych poddano decyzje o ewentualnych zmianach terytorialnych Wielkiego Księstwa. Przyznano też mieszkańcom Luksemburga powszechne prawo wyborcze (bierne od ukończenia 25 roku życia, czynne od ukończenia 21 roku życia), uwzględniając w tym kobiety.
Zakończenie drugiej wojny światowej przyniosło kolejne zmiany. W szczególności nowelizacją z 28 kwietnia 1948 r. usunięto z konstytucji postanowienie o neutralności państwa. W tym okresie uzupełniono też konstytucję o liczne normy społeczne, wynikające z przyjętej w tym samym roku Powszechnej Deklaracji Praw Człowieka (m.in. prawo do pracy oraz do zrzeszania się w związkach zawodowych). Postanowiono również, że językami urzędowymi księstwa będą języki luksemburski, francuski i niemiecki.
Spośród ważniejszych późniejszych zmian:
- w 1956 r. przyjęto pierwszą ze zmian konstytucji wynikającą z przystosowania prawodawstwa europejskiego do norm integracji europejskiej, w której Luksemburg od początku aktywnie uczestniczył;
- w 1972 r. obniżono granice wieku do korzystania z praw wyborczych (prawo czynne – 18 lat, bierne – 21 lat);
- w 1979 r. unormowano niezależność i kompetencje organów samorządu terytorialnego;
- w 1988 r. określono liczbę deputowanych na 60;
- w 1989 r. określono kompetencje Rady Stanu jako organu doradczego rządu;
- w 1994 r. dostosowano konstytucję do postanowień traktatu z Maastricht;
- w 1996 r. powołano Trybunał Konstytucyjny;
- w 1999 r. wprowadzono zakaz orzekania kary śmierci.

## Ustrój Luksemburga
Na mocy konstytucji władzę ustawodawczą w Luksemburgu sprawuje jednoizbowy parlament (Izba Deputowanych), liczący 60 posłów pochodzących z wyborów powszechnych i proporcjonalnych, powoływanych na pięcioletnie kadencje. Pewne funkcje legislacyjne sprawuje także organ doradczy wielkiego księcia, Rada Państwa, składająca się z 21 członków mianowanych dożywotnio przez monarchę. Sam wielki książę formalnie powołuje rząd (co w praktyce sprowadza się do powołania premiera, który organizuje rząd spośród większości parlamentarnej).
Konstytucja reguluje następujące strefy życia politycznego Luksemburga:
- rozdział 1: Państwo, jego terytorium i wielki książę (m.in. uregulowano tu zasady dziedziczenia tronu i regencji)
- rozdział 2: Luksemburczycy i ich prawa (przepisy o obywatelstwie, podstawowych prawach obywatelskich, rozdziale państwa i religii)
- rozdział 3: Władze (prerogatywy wielkiego księcia, legislacja, sądownictwo)
- rozdział 4: Izba Deputowanych (demokracja parlamentarna, prawo wyborcze, zasady przyjmowania ustaw, immunitet poselski, rozwiązanie Izby)
- rozdział 5: Rząd (organizacja, odpowiedzialność jego członków)
- rozdział 5b: Rada Państwa
- rozdział 6: Sądownictwo (władza sądownicza, nominacje sędziów, sądy administracyjne, Trybunał Konstytucyjny)
- rozdział 7: Siły publiczne (armia, żandarmeria, gwardia cywilna)
- rozdział 8: Finanse (podatki, budżet, Izba Audytu, zarobki księży)
- rozdział 9: Gminy (samorząd terytorialny)
- rozdział 10: Postanowienia generalne (m.in. stolica, zmiany w konstytucji)
- rozdział 11: Postanowienia przejściowe i dodatkowe